# Voacanga caudiflora
Espèce
Voacanga caudiflora est une espèce de plantes à fleurs de la famille des Apocynaceae trouvée au Liberia en Afrique.